# (9664) Brueghel
(9664) Brueghel est un astéroïde de la ceinture principale.

## Description
(9664) Brueghel est un astéroïde de la ceinture principale. Il fut découvert le 17 avril 1996 à La Silla par Eric Walter Elst. Il présente une orbite caractérisée par un demi-grand axe de 3,19 UA, une excentricité de 0,12 et une inclinaison de 2,3° par rapport à l'écliptique.

## Compléments